# Noel Fisher

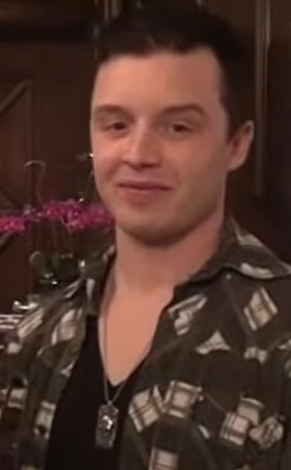
Noel Fisher

Noel Roeim Fisher (* 13. März 1984 in Vancouver, British Columbia) ist ein kanadischer Schauspieler.

## Leben und Karriere
Besonders bekannt ist Noel Fisher für seine Rollen als Cael Malloy in The Riches, als Mickey Milkovich in Shameless und als Vampir Vladimir im letzten Teil der Twilight-Saga, Breaking Dawn – Biss zum Ende der Nacht, Teil 2. Seit 1999 war er in mehr als 50 Film- und Fernsehproduktionen zu sehen.
Im August 2014 verlobte er sich mit seiner Langzeitfreundin Layla Alizada. Die beiden heirateten am 15. Juli 2017.

## Filmografie (Auswahl)
- 1999: The Sheldon Kennedy Story (Fernsehfilm)
- 2000: 2gether (Fernsehfilm)
- 2000: Der magische Ring (Ratz, Fernsehfilm)
- 2000: High-Noon (Fernsehfilm)
- 2000: 2gether (2gether: The Series, Fernsehserie, Episode 1x07)
- 2000–2001: You, Me and the Kids (Fernsehserie, 10 Episoden)
- 2000–2003: X-Men Evolution – Die Mutanten (X-Men: Evolution, Fernsehserie, 26 Episoden)
- 2001: Schrei wenn Du kannst (Valentine)
- 2001: Andromeda (Fernsehserie, Episode 1x13)
- 2001: Freddy Got Fingered
- 2001: Outer Limits – Die unbekannte Dimension (The Outer Limits, Fernsehserie, Episode 7x18)
- 2001: Max Keebles großer Plan (Max Keeble’s Big Move)
- 2002: Glory Days (Fernsehserie, Episode 1x02)
- 2002: I was a Teenage Faust (Fernsehfilm)
- 2002: Hamtaro (Stimme)
- 2002: Killerbienen! (Killer Bees!, Fernsehfilm)
- 2003: Gelegenheit macht Liebe (A Guy Thing)
- 2003: Final Destination 2
- 2003: Agent Cody Banks
- 2003: Gefangene der Zeit (A Wrinkle in Time, Fernsehfilm)
- 2003: Weltuntergang: Das Gewitter-Inferno (Lightning: Bolts of Destruction, Fernsehfilm)
- 2003: Ein Cousin zum Knutschen (Thanksgiving Family Reunion, Fernsehfilm)
- 2004: Two and a Half Men (Fernsehserie, Episode 1x12)
- 2004: Fillmore! (Fernsehserie, Episode 2x12, Stimme)
- 2004: Renegadepress.com (Fernsehserie, Episode 1x05)
- 2004: Cold Case – Kein Opfer ist je vergessen (Cold Case, Fernsehserie, Episode 1x22)
- 2004: Huff – Reif für die Couch (Huff, Fernsehserie, 3 Episoden)
- 2005–2006: Godiva’s (Fernsehserie, 19 Episoden)
- 2006: Pope Dreams
- 2006: Medium – Nichts bleibt verborgen (Medium, Fernsehserie, Episode 2x15)
- 2006: Standoff (Fernsehserie, Episode 1x09)
- 2007: Sexgeflüster (After Sex)
- 2007–2008: The Riches (Fernsehserie, 20 Episoden)
- 2008: Red
- 2008: Criminal Intent – Verbrechen im Visier (Law & Order: Criminal Intent, Fernsehserie, Episode 7x16)
- 2008: Life (Fernsehserie, Episode 2x01)
- 2008: The Mentalist (Fernsehserie, Episode 1x07)
- 2009: Bones – Die Knochenjägerin (Bones, Fernsehserie, Episode 4x14)
- 2009: Law & Order: Special Victims Unit (Fernsehserie, 4 Episoden)
- 2009: Ein Hund namens Weihnachten (A Dog Named Christmas, Fernsehfilm)
- 2010: The Pacific (Fernsehserie, Episode 1x09)
- 2010: Dark Blue (Fernsehserie, Episode 2x06)
- 2010: Terriers (Fernsehserie, Episode 1x07)
- 2010: Lie to Me (Fernsehserie, Episode 3x05)
- 2011: World Invasion: Battle Los Angeles
- 2011: Criminal Minds: Team Red (Criminal Minds: Suspect Behavior, Fernsehserie, Episode 1x04)
- 2011–2021: Shameless (Fernsehserie, 70 Episoden)
- 2012: Hatfields & McCoys (Mehrteiler, 3 Episoden)
- 2012: The Booth at the End (Fernsehserie, 5 Episoden)
- 2012: Breaking Dawn – Biss zum Ende der Nacht, Teil 2 (The Twilight Saga: Breaking Dawn – Part 2)
- 2014: Teenage Mutant Ninja Turtles
- 2016: Teenage Mutant Ninja Turtles: Out of the Shadows
- 2017: Fear the Walking Dead (Fernsehserie, Episode 3x01)
- 2017: The Long Road Home (Fernsehserie, 7 Episoden)
- 2018: Castle Rock (Fernsehserie, 6 Episoden)
- 2019: The Red Line (Fernsehserie, 8 Episoden)
- 2020: Capone
- 2020: Die Conners (The Conners, Fernsehserie, 3 Episoden)
- 2025: The Rookie (Fernsehserie, Episode 7x04)